# Arnolfo Bacotich
Arnolfo Bacotich (Spalato, 8 settembre 1875 – Roma, 27 novembre 1940) è stato uno storico e giornalista italiano.

## Vita
Nato a Spalato da antica famiglia patrizia che aveva dato alla Dalmazia studiosi, artisti e scrittori, in gioventù fu impiegato di concetto, in seguito direttore di un'agenzia turistica. Datosi al giornalismo, fra il 1920 e il 1921 fu il corrispondente del Messaggero in Germania. Desideroso di avere un suo giornale, tornò in Italia e fondò "Il Globo illustrato" (1923-1926), che cercava di promuovere - soprattutto all'estero - la conoscenza dell'arte, della cultura e della storia italiana. Nel 1926 - assieme ad Antonio Cippico, di cui sposò la sorella - Bacotich fondò l'Archivio storico per la Dalmazia, che diresse fino alla morte e fu la più importante rivista storica italiana dedicata alla Dalmazia.
In questa pubblicazione, Bacotich pubblicò oltre sessanta fra monografie, relazioni, recensioni e scritti di diverso genere. Per documentarsi adeguatamente, nel corso della sua vita accumulò centinaia di libri, articoli di riviste, disegni, fotografie, stampe e materiale di diverso genere: materiale che, confluendo nella rivista, ne fece la fonte più completa di studi dalmati.
Arnolfo Bacotich morì improvvisamente a Roma il 27 novembre 1940, mentre attendeva ai suoi studi.

## Opere
Nella bibliografia di Bacotich appaiono studi su diversi personaggi dalmati o legati alla Dalmazia: dal grammatico Giovanni Policarpo Severitano a Benedetto Rogacci, da Giovanni Francesco Fortunio ai fratelli Laurana, da Giorgio Orsini a Giovanni Francesco Biondi: nei 176 numeri dell'"Archivio Storico della Dalmazia" usciti sotto la sua direzione, Bacotich ebbe cura di occuparsi praticamente di tutte le forme culturali apparse nei secoli in Dalmazia.

## Il Fondo Cippico-Bacotich
Il notevole materiale raccolto da Bacotich e dal Cippico fu acquisito dalla Biblioteca del Senato della Repubblica dalla vedova del primo nel 1951, costituendo tuttora il nucleo principale del "fondo dalmata", formato oggi da circa 3.500 fra opere a stampa ed opuscoli, oltre a ventitré fascicoli di carte manoscritte risalenti ai secoli XVII-XX, alcune di straordinario valore.

### Opere principali di Arnolfo Bacotich (in ordine cronologico)
- Guida di Zara, Zara 1914

#### Pubblicate nell'Archivio Storico per la Dalmazia
- Cenni cronologici per la storia della Dalmazia, 1926 segg.
- Marc'Antonio de Dominis. Appunti biografici, 1927
- Appunti storici della città di Nona con speciale riguardo all'origine della sua chiesa, 1927
- In onore di Luciano Laurana, 1934
- Giovanni Francesco Biondi da Lesina (1572-1644), 1934
- Lingua volgare italiana in Dalmazia nel due e trecento, 1935
- Rimatori dalmati del Cinquecento, 1936-1938
- Pontefici dalmati o originari della Dalmazia, 1939

### Monografie su Arnolfo Bacotich
- Giuseppe Praga, Arnolfo Bacotich, in "Archivio storico per la Dalmazia", 1941
- Francesco Semi, Arnolfo Bacotich, in Francesco Semi - Vanni Tacconi (cur.), Istria e Dalmazia, Uomini e Tempi. Dalmazia, Del Bianco, Udine 1992